# Citroën-Kégresse P17
Il Citroën-Kégresse P17 era un trattore d'artiglieria semicingolato prodotto dalla francese Citroën e basato sul sistema sviluppato da Adolphe Kégresse. Il mezzo fu usato dall'Esercito francese e da quello polacco; esemplari di preda bellica furono impiegati dalla Wehrmacht durante la seconda guerra mondiale.

## Storia
Il modello P17 faceva parte di una famiglia di semicingolati Citroën-Kégresse, comprendente anche il P14 ed il P19, acquisiti dall'Armée de terre all'inizio degli anni 1930 come trattori d'artiglieria, veicoli trasporto truppe e da ricognizione. Essi erano basati sul cingolo tipo "Kégresse-Hinstin", sviluppato per i grandi raid trans-africani degli anni venti.
Il P17 in particolare era basato sul telaio della Citroën AC4 e venne prodotto in grandi quantitativi il 1930 ed il 1934 come trattore d'artiglieria per l'esercito francese. Era basato sul P10, prodotto in oltre 1.100 esemplari tra il 1928 ed il 1929. Nel 1939 l'Armée schierava 1.442 trattori P17. I veicoli catturati dalla Wehrmacht dopo la resa della Francia furono reimmessi in servizio e ridenominati Transportkraftwagen Ci 301(f).
All'inizio del 1931 la Francia accettò di consegnare alla Polonia 94 semicingolati Citroën-Kegresse nei vari modelli P14, P17 e P19. I mezzi furono consegnati tra il maggio 1931 ed il dicembre 1933 ed impiegati come trattori d'artiglieria, veicoli da collegamento e posto telefonico. I P17 polacchi vennero impiegati fino alla seconda guerra mondiale per il traino dei cannoni 75 mm wz. 97, ma anche come posto telefonico, porta fotoelettriche e veicolo da collegamento.
Alcuni P17 civili parteciparono alla Croisière jaune.

## Tecnica

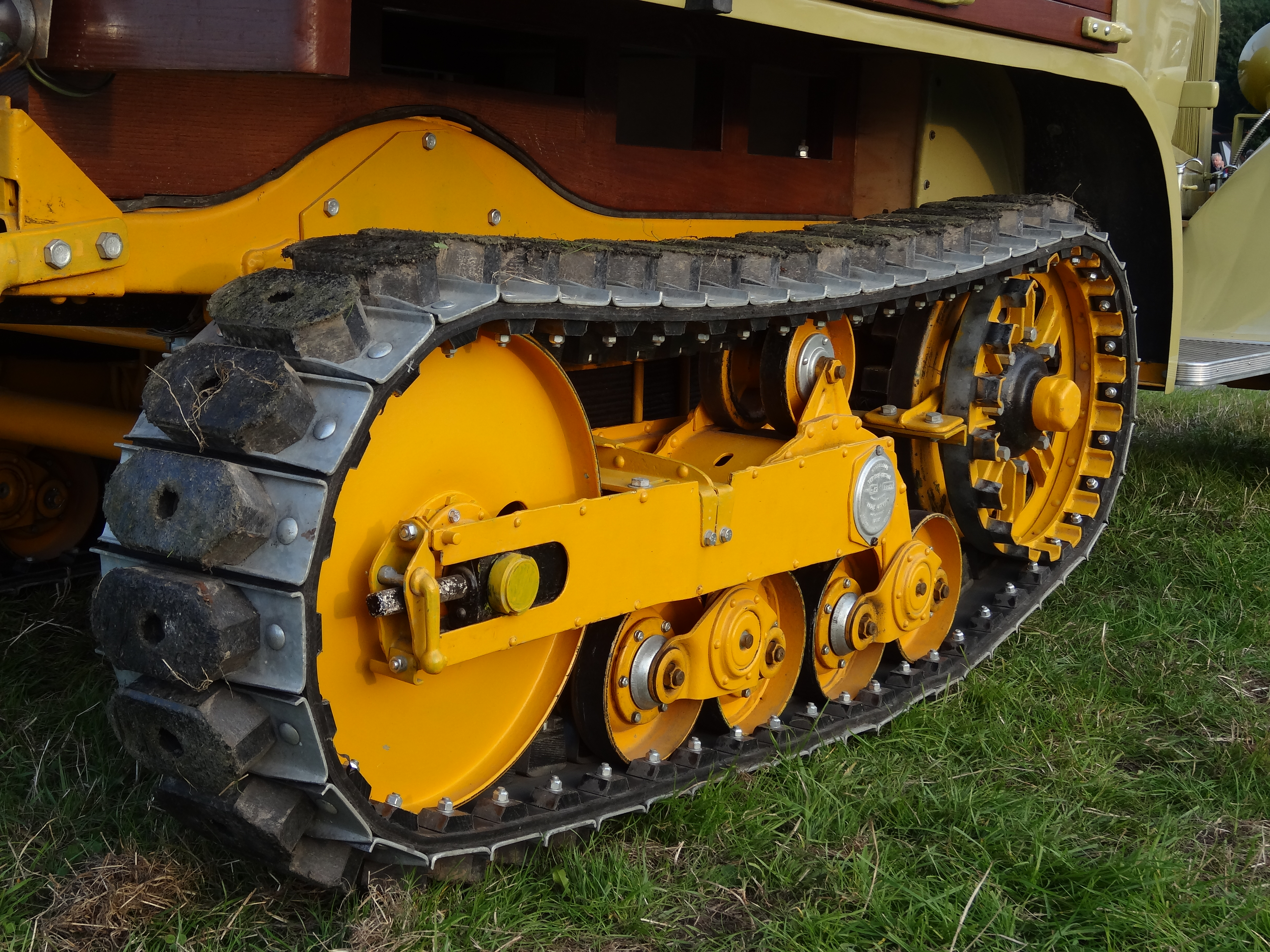
Particolare del cingolo "Kégresse-Hinstin"

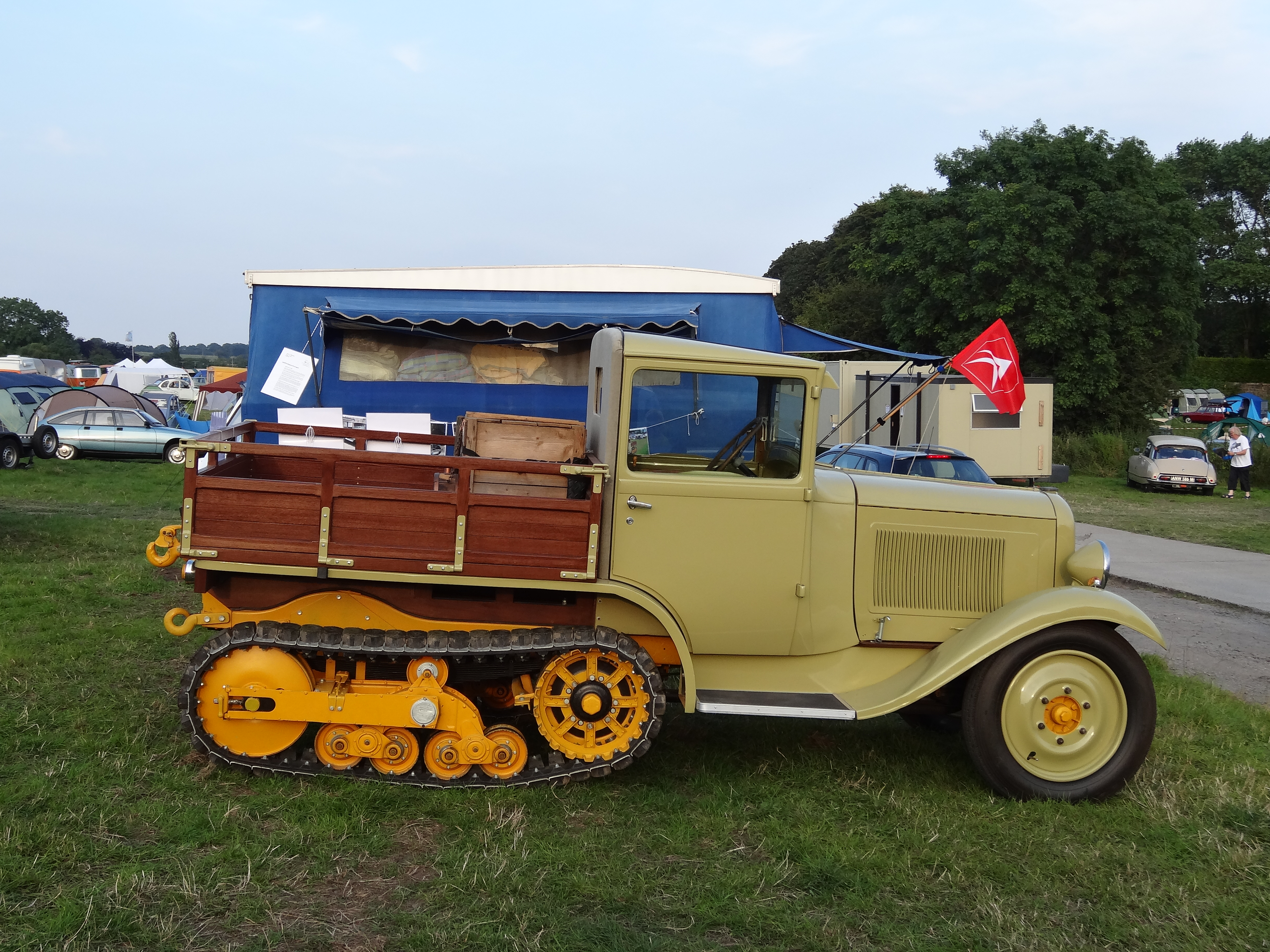
Citroën-Kégresse P17 civile

Il telaio a longheroni era caratterizzato da un rullo sul muso, che favoriva il superamento di dossi e trincee. Le ruote anteriori, direttrici, avevano balestre semiellittiche; il treno di rotolamento del tipo "Kégresse-Hinstin" era costituito dalla ruota motrice anteriore, dalla ruota di rinvio posteriore su un bilanciere, da due carrellini portanti a due ruote ciascuno collegati all'asse posteriore da balestre semiellittiche e da un rullo reggicingolo. In posizione avanzata era montato il motore quadricilindrico a benzina Citroën AC4F da 1628-1770 cm³, erogante 32 CV. La carrozzeria del trattore era costituita dalla cabina di guida aperta, munita di telone, e posteriormente da un cassone in legno con due panche laterali per 3 serventi ognuna. In Polonia alcuni mezzi furono modificati negli anni trenta in varianti posto telefonico, con piattaforma posteriore per bobine e bracci per la stesura dei cavi, e porta-fotolettriche.